# Nikołaj Nazarienko
Nikołaj Grigoriewicz Nazarienko, ros. Николай Григорьевич Назаренко (ur. w 1911 r. w stanicy Staroczerkaskaja, zm. ?) – wojskowy armii rumuńskiej (porucznik), dowódca kozackiego oddziału partyzanckiego w 1941 r., a następnie Kozackiego Dywizjonu Rozpoznawczego na służbie niemieckiej, od 1943 r. dowódca 7 Sotni, a następnie II Dywizjonu 1 Pułku Kawalerii Kozaków dońskich 1 Kozackiej Dywizji Kawalerii podczas II wojny światowej, emigracyjny działacz kombatancki
Jego rodzina na początku 1920 r. uciekła znad Donu na Krym. Nie udało jej się ewakuować wraz z wojskami Białych gen. Piotra N. Wrangla do Gallipoli w połowie listopada tego roku, w związku z czym przedostała się do Odessy. Ukrywała się w podmiejskich kamieniołomach, gdzie czekiści rozstrzeliwali przeciwników władzy bolszewickiej. Pod koniec 1920 r. dotarła do Dniestru, przechodząc do rumuńskiej Besarabii. Ze względu na posiadanie krewnych w Rumunii N. G. Nazarienko automatycznie otrzymał miejscowe obywatelstwo. Ukończył szkołę wojskową w Kiszyniowie, a następnie szkołę kawaleryjską w bułgarskim mieście Tyrgowiszte. Służył w stopniu podporucznika w rumuńskim 1 Pułku Husarskim. W 1931 r. został odkomenderowany do oddziału kontrwywiadu wojskowego III Korpusu Armijnego. Na początku 1933 r. awansował do stopnia porucznika. W maju tego roku, podczas wykonywania tajnego zadania wywiadowczego, przedostał się przez Dniestr na sowiecką stronę granicy. Został jednak ranny w strzelaninie z pogranicznikami i wzięty do niewoli. Do końca 1934 r. przebywał w więzieniu NKWD w Tyraspolu. 6 grudnia tego roku po procesie skazano go na karę śmierci przez rozstrzelanie, ale wyrok został wkrótce zmieniony na karę 10 lat w łagrach w Republice Komi. W 1941 r. udało mu się zbiec z jednego z obozów pracy, po czym przedostał się na północny Kaukaz, gdzie utworzył ponad 80-osobowy antysowiecki oddział partyzancki. Ze względu na miażdżącą przewagę wojsk sowieckich skierowanych do pacyfikacji powstańców rozdzielił swój oddział na kilka mniejszych grup. Na czele jednej z nich udało mu się pod koniec września 1941 r. przejść w rejon Rostowa nad Donem, gdzie wznowił walkę z Sowietami. Liczebność oddziału wzrosła do ok. 400 ludzi. 16 października zajął przeprawę na rzece Mius, zamierzając utrzymać ją do czasu nadejścia wojsk niemieckich. Z kierunku Taganrogu partyzantów zaatakował od tyłu batalion Armii Czerwonej wzmocniony tankietkami i samochodami pancernymi, ale od zagładu uratowały ich niemieckie oddziały zmechanizowane XIV Korpusu Pancernego gen. Gustava Antona von Wietersheima, które przerwały obronę sowiecką na północ od Nowonikołajewska. Po rozmowach z Niemcami oddział N. G. Nazarienki wszedł w skład korpusu jako kozacki oddział rozpoznawczy. Uczestniczył w zajęciu Taganroga i Rostowa nad Donem. Na przełomie 1941/1942 r. zajmował pozycje w rejonie miasteczka Nowyj Sanbek, wykonując wypady na sowiecką stronę frontu. Pod koniec lipca 1942 r. brał udział w ponownym zdobyciu Rostowa nad Donem, po czym został podporządkowany niemieckiej 1 Armii Pancernej, działającej na północnym Kaukazie. Podczas walk w rejonie wsi Diwnoje nad rzeką Manycz sotnik N. G. Nazarienko został ranny. Po wyleczeniu jego oddział wszedł w skład 16 Dywizji Zmotoryzowanej, atakującej w kierunku Morza Kaspijskiego. W połowie października 1942 r. spotkał się w stanicy Nowoczerkaskaja z atamanem marszowym płk. Siergiejem W. Pawłowem i oficerami jego sztabu. Następnie jego oddział został przeniesiony do Stalingradu. Kozacy brali udział m.in. w ciężkich walkach o fabrykę traktorów. Następnie walczyli w okolicach Rynok i Orłowki. 18 listopada skierowano ich w rejon styku niemieckiej 6 Armii i rumuńskiej 3 Armii, gdzie w rejonie chutora Mielo-Kletskij mieli prowadzić działania rozpoznawcze. Jednakże z powodu sowieckiej kontrofensywy Kozacy zostali zmuszeni do odwrotu pod Stalingrad, skąd z dużymi stratami udało im się w połowie grudnia wyrwać. 19 grudnia dołączyli do grupy bojowej płk. Helmutha von Pannwitza. Pod koniec lutego 1943 r. oddział przeniesiono na Ukrainę, gdzie w rejonie Chersonia został rozformowany, a jego żołnierze zasilili formowaną w Mławie 1 Kozacką Dywizję Kawalerii. Sotnik N. G. Nazarienko w maju tego roku objął dowództwo 7 Sotni 1 Pułku Kawalerii Kozaków dońskich, składającej się w większości z jego byłych podkomendnych. 1 lipca awansowano go do stopnia rotmistrza. W szeregach dywizji walczył na ziemiach jugosłowiańskich. Na początku 1945 r. został dowódcą II Dywizjonu 1 Pułku Kawalerii Kozaków dońskich, mianowany starsziną wojskowym. Po poddaniu się Brytyjczykom w południowej Austrii uniknął wydania Sowietom. We wrześniu tego roku, przebywając w jednym z obozów dla dipisów w zachodnich Niemczech, założył stowarzyszenie weteranów XV Kozackiego Korpusu Kawalerii SS i innych oddziałów kozackich. W 1949 r. wyemigrował do USA.